# سرن
سرن (CERN) مخفف عبارت سازمان پژوهش‌های هسته‌ای اروپا (فرانسوی: Conseil Européenne pour la Recherche Nucléaire) می‌باشد، این سازمان بزرگ‌ترین آزمایشگاه فیزیک ذره‌ای جهان است که در سال ۱۹۵۴ در بخش شمال‌غربی شهر ژنو در کشور سوئیس در مجاورت مرز فرانسه ایجاد شد. اکنون بیست کشور اروپایی عضو این سازمان بوده و بیش از ۲٬۶۰۰ کارمند به‌طور تمام وقت و همچنین در حدود ۷٬۹۳۱ دانشمند و مهندس (به نمایندگی ۵۸۰ دانشگاه و مؤسسهٔ پژوهشی از ۸۰ کشور جهان) در آن مشغول به کار هستند.
فعالیت اصلی سرن تهیه و ارائهٔ شتاب‌دهندهٔ ذرات و دیگر زیربناها و ابزارهایی است که برای پژوهش‌های فیزیکی در انرژی‌های بالا استفاده می‌شوند. چهار آشکارساز بزرگِ سرن، حاصل همکاری‌های بین‌المللی می‌باشند. مقر اصلی این سازمان واقع در میرن - یکی از شهرهای تابع ژنو - شامل یک مرکز رایانه‌ای نیز می‌باشد. این مرکز دارای امکانات پردازشی قدرتمندی می‌باشد و به گونهٔ ویژه‌ای برای بررسی داده‌های حاصل از آزمایش‌ها ساخته شده است.
به عنوان یک تأسیسات جهانی، سرن نه تحت حوزهٔ قضایی و حکومتی دولت سوییس و نه تحت نظارت دولت فرانسه اداره می‌شود. کمک کشورهای عضو در سال ۲۰۰۸ روی‌هم رفته معادل ۶۶۴ میلیون یورو یا ۱ میلیارد دلار آمریکا بوده است. این آزمایشگاه به شکل دایره است و قطر دایره حدود ۲۷ کیلومتر است.

## تاریخچه
پیمان نامهٔ تأسیس کردن سرن در تاریخ ۲۹ سپتامبر ۱۹۵۴ توسط ۱۱ کشور اروپای غربی امضا گشت. سرواژهٔ CERN در اصل بر گرفته از عبارت فرانسوی Conseil Européen pour la Recherche Nucléaire به معنای انجمن پژوهش‌های هسته‌ای اروپا است که در ابتدا انجمنی موقتی برای برپا ساختن آزمایشگاه‌ها بود که در سال ۱۹۵۲ توسط ۱۱ کشور اروپایی شکل گرفت. سرواژهٔ گفته‌شده پس از منحل شدن انجمن موقتی به عنوان نام آزمایشگاه بازماند، با این همه نام اصلی در سال ۱۹۵۴ به نام کنونی آن Organisation Européenne pour la Recherche Nucléaire به معنای سازمان پژوهش‌های هسته‌ای اروپا تغییر یافت. به عقیدهٔ لئو کوارسکی، یکی از مدیران ارشد سابق سرن، وقتی که نام سازمان تغییر یافت، سرواژهٔ بی لطافت OERN ایجاد می‌شد، و هایزنبرگ گفت: «از رویی که نام اصلی تغییر پیدا کرده است، نیازی به تغییر در سرواژه نیست».

چندی پس از تأسیس مرکز، کارهای انجام گرفته درون آزمایشگاه فراتر از پژوهش بر روی هستهٔ اتم‌ها پیش رفت و و وارد وادی فیزیک انرژی‌های بالا شد. فعالیتی که اساساً تمرکز آن بر روی پژوهش در مورد کنش‌ها و تأثیرات میان ذرات بود. با این تفاسیر آزمایشگاهی که توسط سرن مدیریت می‌شد عمدتاً اشاره به آزمایشگاه اروپایی فیزیک ذرات (Laboratoire européen pour la physique des particules) دارد که این عبارت بیانگر واضح‌تر پژوهش‌های کنونی سرن می‌باشد.

### ساختار
سرن توسط شورایی متشکل از ۲۰ کشور اروپایی اداره می‌شود که تصمیمات اساسی و خط مشی این مرکز را تعیین می‌کند. بودجه تحقیقات و فعالیت‌های سرن نیز از طریق همین اعضا تأمین می‌شود.
هر کدام از اعضای این شورا نیز دو نماینده، یکی سیاسی و دیگری علمی دارند که جهت‌گیری‌ها و نظرات سیاسی و علمی کشور خود را در این شورا بیان می‌کنند. علاوه بر این شورا انجمن‌ها و کمیته‌های دیگری از جمله کمیته‌های مالی و سیاست‌گذاری در اداره این سازمان دست دارند. مأموریت این مرکز، تحقیق، خلق فناوری، همکاری و آموزش است و طبق کنوانسیون سرن، این سازمان باید بستر مناسبی برای همکاری در زمینه علوم هسته‌ای و ذرات بنیادی بین کشورهای عضو ایجاد و در زمینه‌های نظامی نیز کار کند و نتایج تحقیقات و آزمایش‌های خود را در اختیار عموم قرار دهد.

امروزه با توجه به پروژه ساخت و آزمایش برخورد دهنده بزرگ هادرون (LHC) که هدف از آن یافتن ذرات ریز اتمی جدید و پاسخ به سوالات دانشمندان در مورد چگونگی تشکیل و تولد جهان است، جهت‌گیری سرن بیشتر در جهت شناخت اجزا و عوامل تشکیل دهنده جهان هستی است.

### کشورهای عضو

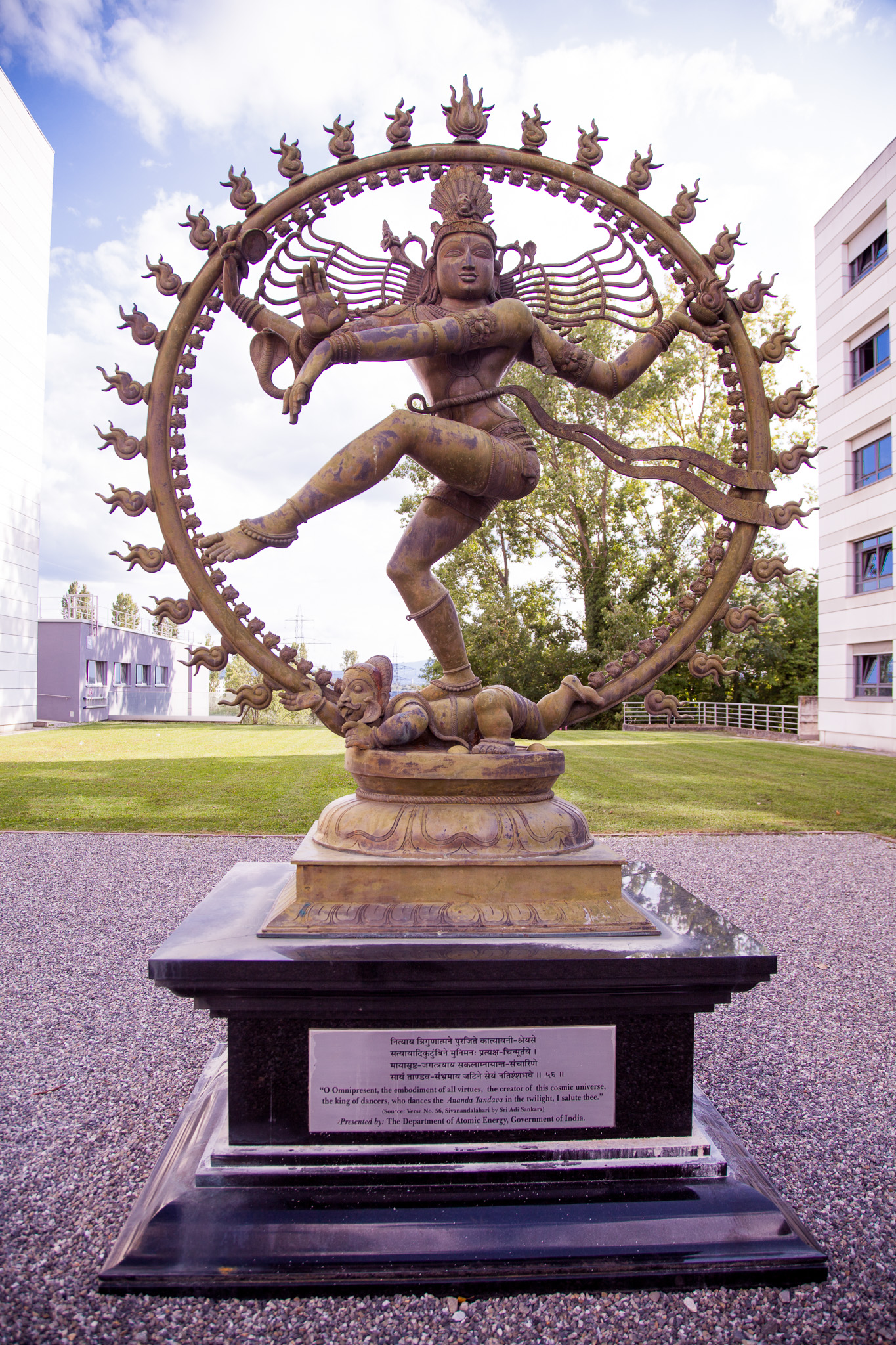
مجسمه شیوا درگیر در رقص Nataraja

سرن در ۲۹ سپتامبر ۱۹۵۴، تأسیس شد. کشورهای مؤسس عبارت بودند از:
- بلژیک
- دانمارک
- آلمان (ابتدا غربی)
- فرانسه
- یونان
- ایتالیا
- نروژ
- سوئد
- سوئیس
- هلند
- بریتانیا
- جمهوری فدرال سوسیالیستی یوگسلاوی (تا ۱۹۶۱)

بعدها نیز کشورهای زیر به عضویت آن درآمدند.
- اتریش (۱۹۵۹)
- اسپانیا (۱۹۶۱–۱۹۶۸ و بعد ۱۹۸۳)
- پرتغال (۱۹۸۶)
- فنلاند (۱۹۹۱)
- لهستان (۱۹۹۱)
- مجارستان (۱۹۹۲)
- جمهوری چک (۱۹۹۳)
- اسلواکی (۱۹۹۳)
- بلغارستان (۱۹۹۹)
- اسرائیل (۲۰۱۴)
- رومانی (۲۰۱۶)
- صربستان (۲۰۱۹)

## دستاوردهای علمی

### شتاب‌دهنده‌های ذرات
بخشی از گسترهٔ آزمایشگاهیِ این پژوهشگاه و قسمتی از شتاب‌دهنده‌ها از برای اندازهٔ بزرگ‌شان در خاک فرانسه قرار دارند.

### شتاب‌دهندهٔ خارج از رده
- آی. اس. آر ISR
- لینک۱ LINAC1
- ال. یی. پی برخورددهنده بزرگ الکترون-پوزیترون

## علوم رایانه

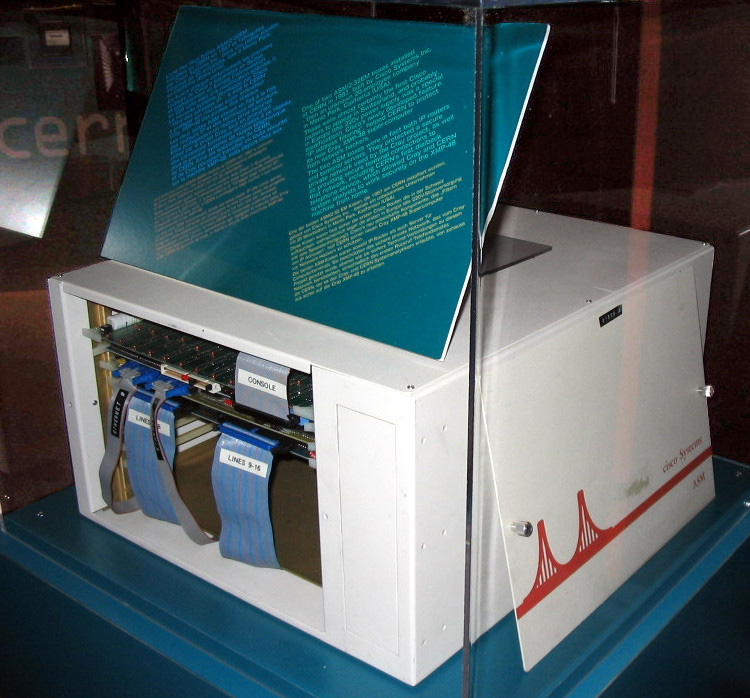
روتر ASM/2-32EM سیستم‌های سیسکو در موزه عمومی Microcos

جدا از سابقه سرن در زمینه تحقیقات هسته‌ای و فیزیک، شبکه تارگستر جهانی؛ یکی از پدیده‌هایی که دنیای ما را به کلی متحول کرد نیز محصول بسترسازی و امکانات این مرکز است.
شبکه تارگستر جهانی در سال ۱۹۸۹ توسط تیم برنرز لی و تحت پروژه‌ای به نام ENQUIRE در سازمان تحقیقات هسته‌ای اروپا طراحی شد.
این فناوری در ابتدا بر اساس مفهوم فرامتنی ساخته شد و در ۳۰ آوریل ۱۹۹۳ سرن اعلام کرد که شبکه تارگستر جهانی می‌تواند توسط همگان مورد استفاده قرار گیرد.

یکی دیگر از دستاوردهای اخیر سرن در زمینه کامپیوتر، فناوری پردازش موازی و شبکه‌ای است. به این ترتیب اطلاعات آزمایش‌های و مشاهدات حس‌گرهای برخورددهنده بزرگ هادرون بین شبکه‌ای از کامپیوترها در دانشگاه‌ها و مراکز تحقیقاتی جهان پردازش و نگهداری می‌شود.